# قائمة رؤساء الدول والحكومات الحاصلين على جائزة نوبل
هذه قائمة رؤساء الدول والحكومات الذين حصلوا على جائزة نوبل.

## الرؤساء الذين فازوا بالجائزة عندما كانو لايزالون في المنصب
| إسم الفائز | إسم الفائز              | الجائزة | الدولة           | المنصب                                           | السنة |
| ---------- | ----------------------- | ------- | ---------------- | ------------------------------------------------ | ----- |
|            | ثيودور روزفلت           | السلام  | الولايات المتحدة | رئيس الولايات المتحدة السادس والعشرون            | 1906  |
|            | وودرو ويلسون            | السلام  | الولايات المتحدة | رئيس الولايات المتحدة الثامن والعشرون            | 1919  |
|            | يالمار برانتينغ         | السلام  | السويد           | رئيس وزراء السويد                                | 1921  |
|            | ونستون تشرشل            | الأدب   | المملكة المتحدة  | رئيس وزراء المملكة المتحدة                       | 1953  |
|            | فيلي برانت              | السلام  | ألمانيا الغربية  | مستشار جمهورية ألمانيا الاتحادية                 | 1971  |
|            | أنور السادات            | السلام  | مصر              | رئيس مصر                                         | 1978  |
|            | مناحم بيجن              | السلام  | إسرائيل          | رئيس وزراء إسرائيل                               | 1978  |
|            | أوسكار آرياس سانشيز     | السلام  | كوستاريكا        | رئيس كوستاريكا                                   | 1987  |
|            | ميخائيل غورباتشوف       | السلام  | الاتحاد السوفيتي | رئيس الاتحاد السوفيتي                            | 1990  |
|            | فريديريك ويليم دي كليرك | السلام  | جنوب أفريقيا     | رئيس جنوب أفريقيا                                | 1993  |
|            | ياسر عرفات              | السلام  | فلسطين           | رئيس السلطة الوطنية الفلسطينية ورئيس دولة فلسطين | 1994  |
|            | إسحاق رابين             | السلام  | إسرائيل          | رئيس وزراء إسرائيل                               | 1994  |
|            | كم داي جنغ              | السلام  | جمهورية كوريا    | رئيس جمهورية كوريا                               | 2000  |
|            | باراك أوباما            | السلام  | الولايات المتحدة | رئيس الولايات المتحدة الرابعون والأربعون         | 2010  |
|            | إلين جونسون سيرليف      | السلام  | ليبيريا          | رئيس ليبيريا                                     | 2011  |
|            | خوان مانويل سانتوس      | السلام  | كولومبيا         | رئيس كولومبيا                                    | 2016  |
|            | آبي أحمد علي            | السلام  | إثيوبيا          | رئيس وزراء إثيوبيا                               | 2019  |

## الحائزين على جائزة نوبل قبل أن يكونوا في منصب الرئاسة
| إسم الفائز. | إسم الفائز.               | الجائزة | الدولة           | المنصب                                       | السنة |
| ----------- | ------------------------- | ------- | ---------------- | -------------------------------------------- | ----- |
|             | أوجست ماري فرنسوا برناريت | السلام  | بلجيكا           | رئيس وزراء بلجيكا السابق                     | 1909  |
|             | ليون بورجوا               | السلام  | فرنسا            | رئيس وزراء فرنسا السابق                      | 1920  |
|             | أريستيد بريان             | السلام  | فرنسا            | رئيس وزراء فرنسا السابق                      | 1926  |
|             | جوستاف ستريسمان           | السلام  | ألمانيا          | مستشار الاتحاد الألماني المستقبلي            | 1926  |
|             | ليستر بولز بيرسون         | السلام  | كندا             | رئيس وزراء كندا المتسقبلي                    | 1957  |
|             | إيساكو ساتو               | السلام  | اليابان          | رئيس وزراء اليابان السابق                    | 1974  |
|             | ليخ فاونسا                | السلام  | بولندا           | رئيس بولندا المستقبلي                        | 1983  |
|             | نيلسون مانديلا            | السلام  | جنوب أفريقيا     | رئيس جنوب أفريقيا المستقبلي                  | 1993  |
|             | شمعون بيريز               | السلام  | إسرائيل          | رئيس وزراء إسرائيل المتسقبلي                 | 1994  |
|             | جوزيه راموس هورتا         | السلام  | تيمور الشرقية    | رئيس المستقبلي ورئيس وزراء تيمور الشرقية     | 1996  |
|             | جيمي كارتر                | السلام  | الولايات المتحدة | رئيس الولايات المتحدة السابق التاسع والعشرون | 2002  |
|             | محمد يونس                 | السلام  | بنغلاديش         | المستشار الرئيسي لبنغلاديش                   | 2006  |
|             | مارتي أهتيسآري            | السلام  | فنلندا           | رئيس فنلندا السابق                           | 2008  |